# Weisweiler
Weisweiler ist ein Ort im Rheinischen Braunkohlengebiet und ein östlicher Stadtteil von Eschweiler in der Städteregion Aachen in Nordrhein-Westfalen.  

## Geschichte
Bei der Grabstätte des Severin von Köln, 346 auf einem Konzil zum dritten Bischof von Köln gewählt, wird um 800 die Kirche des Heiligen Severin genannt. Eine sich ausbreitende Verehrung dieses Heiligen über Köln hinaus begann erst im 10. Jahrhundert, und so wird 1282 das Gereonstift in Köln als Kollator der Weisweiler Kirche St. Severin genannt. Die Kirche ist nach dem Prinzip des fränkischen Kirchenbaus in typischer West-Ost-Höhenlage auf einer Terrasse über dem zwischen Weisweiler und Hücheln verlaufenden Tal der Inde gebaut. Der erste Teil des Ortsnamens geht wahrscheinlich auf Wiese zurück. Der Ortsname wird auf einer französischen Landkarte von 1802 „Weisweiler“ und auf einer preußischen Landkarte von 1846 „Weissweiler“ geschrieben.
Weisweiler ist spätestens seit dem 18. Jahrhundert eng mit Eschweiler verbunden. Von 1794 bis 1814 gehören Weisweiler und Hücheln mit zusammen etwa 850 Einwohnern zum Kanton Eschweiler, ab 1815 zur Bürgermeisterei Langerwehe im damaligen Landkreis Düren, während Eschweiler an den damaligen Landkreis Aachen kommt. 1808 gehört Weisweiler zum Friedensgericht Eschweiler, 1927 zum Arbeitsamtbezirk Eschweiler. 1961 gehört Weisweiler mit 5182 Weisweiler (über Eschweiler) postalisch zu Eschweiler, ebenso hat es dieselbe Telefonvorwahl 02403.
Am 26. Juli 1964, wird durch die VVN Kreisverband Düren, in Weisweiler, im Burgweg, der Gedenkstein für die Opfer des Nationalsozialismus, eingeweiht.
Am 1. Januar 1972 kommt Weisweiler aufgrund des Aachen-Gesetzes zusammen mit Hücheln und Wilhelmshöhe an die Stadt Eschweiler und wechselte vom Kreis Düren in den Kreis Aachen.
Im Juli 2021 kam es aufgrund von Starkregen zu Schäden im Rahmen des Hochwassers in West- und Mitteleuropa.

## Infrastruktur
- Festhalle
- Sporthalle
- zweizügige Gemeinschaftsgrundschule, seit Schuljahr 2021/22 hochwasserbedingt in Aldenhoven[5]
- mehrere Kindertagesstätten
- Katholische und evangelische Kirchengemeinde

Seit 2017 gibt es mit der Itertalklinik Seniorenzentrum ein Altenheim.

## Industrie und Gewerbe

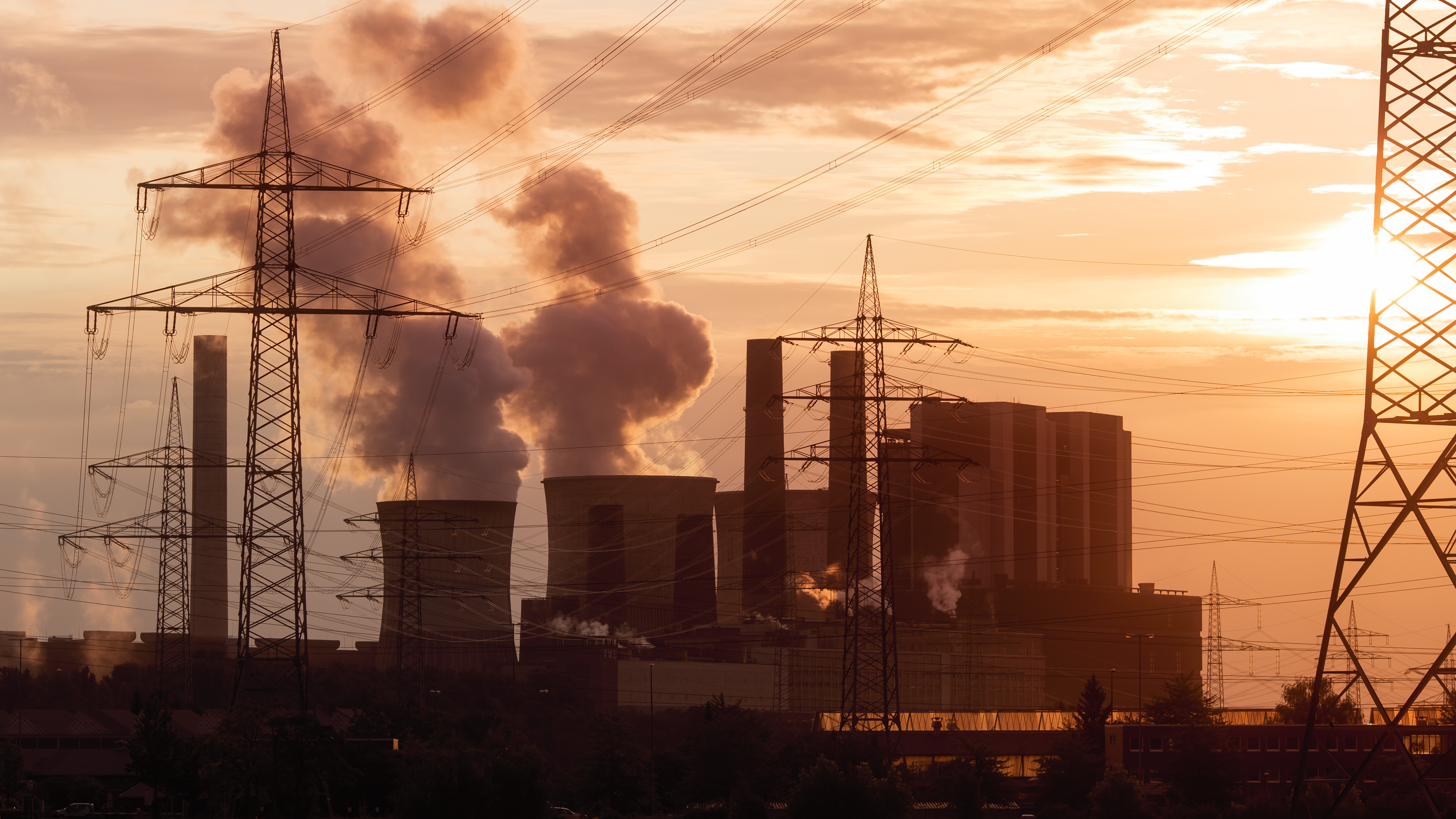
Braunkohlekraftwerk Weisweiler

Bei Weisweiler liegt die Zentralkläranlage der Stadt Eschweiler, das Braunkohlekraftwerk Weisweiler samt direkt angrenzender Müllverbrennungsanlage Weisweiler, das Ferrolegierungswerk Elektrowerk Weisweiler samt ehemaligem Elektrowerk-Kamin Weisweiler sowie die Gewerbegebiete In der Krause und Industrie- und Gewerbepark Eschweiler (IGP).

## Musik
In Weisweiler sind zwei musikalische Ensembles aktiv, die das kulturelle Leben des Stadtteils bereichern.
Der Jugendchor Lautstark wurde im Jahr 1972 auf der westfriesischen Insel Ameland ins Leben gerufen. Gegründet von einer Gruppe junger Menschen während einer Ferienfreizeit, entwickelte sich der Chor im Laufe von fünf Jahrzehnten zu einem festen Bestandteil der Weisweiler Musikszene. Der Chor feierte im Jahr 2022 sein 50-jähriges Jubiläum mit einem Konzert in der Pfarrkirche St. Severin. Er wird derzeit (2023) von Elena Sibirtseva geleitet.
Der ökumenische Chor HörMal, bestehend aus rund 30 Sängerinnen und Sängern, bereichert mit regelmäßigen Auftritten und interaktiven Mitsingchören das kulturelle Leben in Weisweiler. Er wird ebenfalls (2023) von Sibirtseva geleitet.

## Sehenswürdigkeiten
- Haus Palant
- Burg Weisweiler mit Ehrenfriedhof
- Kraftwerk Weisweiler
- Jüdischer Friedhof
- Katholische Pfarrkirche St. Severin

## Verkehr

### Straße
Seit den 1930er Jahren hat Weisweiler eine Auffahrt auf die A 4: „Weisweiler“, von 1972 an „Eschweiler-Weisweiler“, später wieder „Weisweiler“.
Die nächste Autobahnanschlussstelle ist Langerwehe. Sie wurde am 21. Dezember 2015 zusammen mit der Ortsumgehung Luchem der L 12n eröffnet.
Durch den Ortskern verläuft die B 264. Die lang geplante Umleitung dieser Bundesstraße zur Entlastung Weisweilers wurde 2007 als Kölner Straße dem Verkehr übergeben.

### ÖPNV

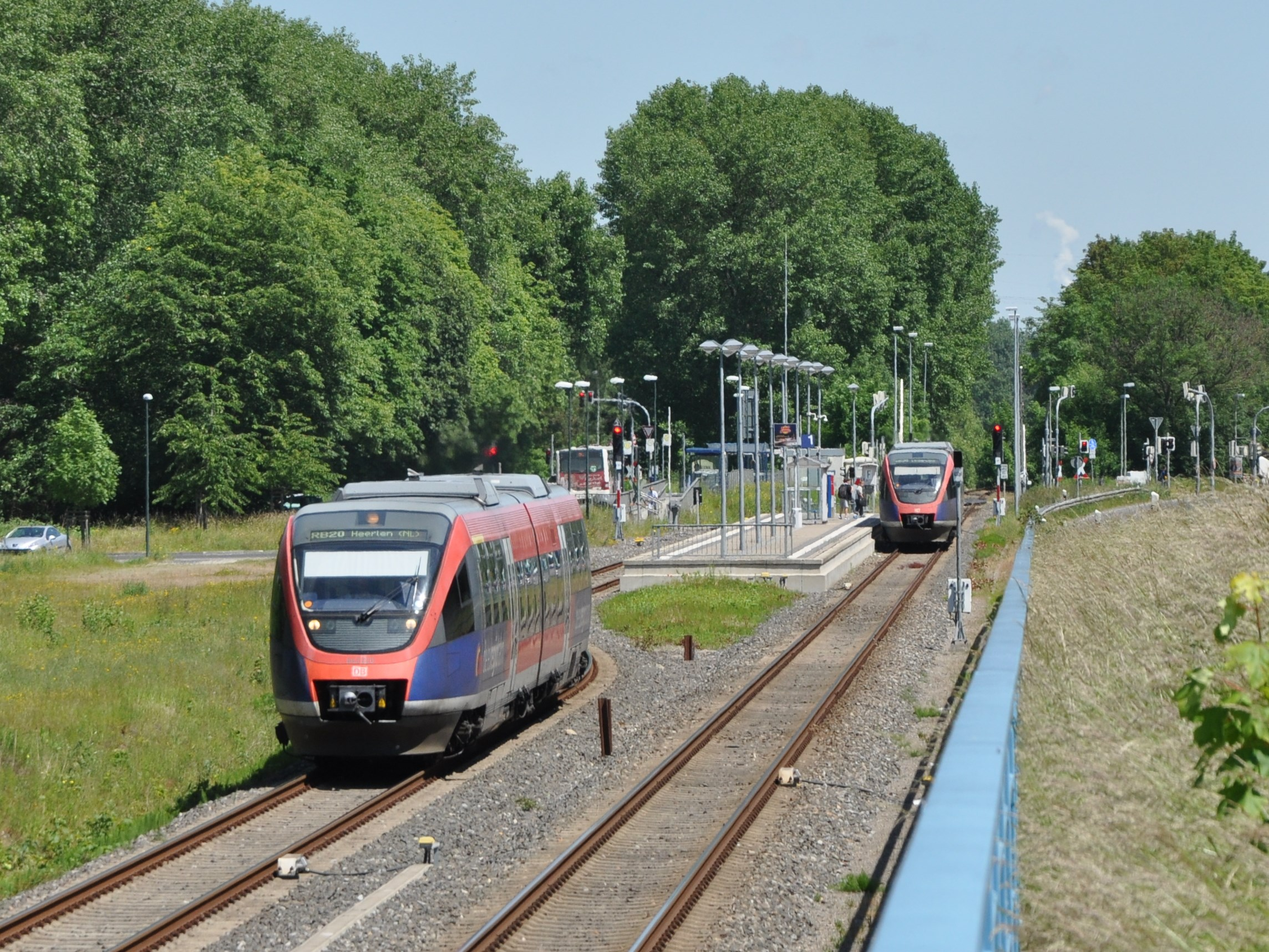
Euregiobahn in Weisweiler

Über zehn Haltestellen wird Weisweiler von den AVV-Buslinien 28, 52, 96 und 98 der ASEAG mit Langerwehe, Inden, Hücheln, Wilhelmshöhe und dem Eschweiler Bushof verbunden, die Linie 294 des Rurtalbus verbindet Weisweiler mit Jülich.
| Linie | Betreiber | Verlauf |
| ----- | --------- | --- |
| 28    | ASEAG     | Alsdorf-Annapark – Schaufenberg – Siedlung Ost – Mariadorf – Hoengen – Warden – Kambach – Kinzweiler – Hehlrath – Röhe – Eschweiler Bushof – Rathaus – Herz-Jesu-Kirche – Weisweiler – Hücheln (– Langerwehe Bf – Langerwehe Schulzentrum) |
| 52    | ASEAG     | (Hücheln – Weisweiler –) Eschweiler Südstraße – Rathaus – Eschweiler Bushof – Röhe – Talbot – Ludwig Forum – Aachen Bushof |
| 96    | ASEAG     | Langerwehe Schulzentrum – Langerwehe Bf – Weisweiler Bf – Weisweiler Frankenplatz – Elektrowerk – Herz-Jesu-Kirche – Rathaus – Eschweiler Bushof                                                                                           |
| 98    | ASEAG     | Weisweiler Gewerbegebiet IGP – Herz-Jesu-Kirche – Rathaus – Eschweiler Bushof |
| 294   | Rurtalbus | (Jülich Schulzentrum –) Walramplatz – Neues Rathaus – Jülich Bf/ZOB – Kirchberg – Viehöven – Schophoven – Merken – Inden/Altdorf – Lucherberg – Lamersdorf – Frenz – RWE/Kraftwerk – Weisweiler Frankenplatz – Weisweiler Bf               |

Zwischen 1907 und 1959 wurde Weisweiler von einer Strecke der Straßenbahn Aachen bedient, zuletzt mit der zwischen Weisweiler und Alsdorf verkehrenden Linie 28. Die eingleisige Strecke verlief von Eschweiler kommend entlang der Dürener Straße bis zur Endstelle auf dem Frankenplatz.
Der Bahnhof Eschweiler-Weisweiler wurde 1873 als Bahnhof Weisweiler eröffnet und 1983 für den Personenverkehr stillgelegt. Bahnhof und Bahnhofsgebäude lagen an der Hüchelner Straße und somit unweit vom heutigen euregiobahn-Haltepunkt. 2004 wurde der Stationsstandort Weisweiler als euregiobahn-Haltepunkt Eschweiler-Weisweiler reaktiviert und 2005 das alte Bahnhofsgebäude wegen der neu gebauten B 264 abgerissen. Im Jahr 2007 wurde der Haltepunkt nach dem Bau eines zweiten Gleises als Kreuzungsmöglichkeit wieder zum Bahnhof.

## Sport
Bekanntester Sportverein Weisweilers ist der SV Fortuna Weisweiler, der mit seinen Abteilungen Fußball und Turnen im Jahr 2008 sein einhundertjähriges Bestehen feierte. Die Fußballabteilung des Vereins trug seine Heimspiele bisher im Hubert-Bündgens-Sportstadion (6500 Plätze) aus; dieses wird aber nun verkauft.

## Vereine
Neben dem SV Fortuna existieren noch weitere Vereine in Weisweiler, wie beispielsweise die St. Sebastianus Schützenbruderschaft, eine Stadtgliederung des Malteser Hilfsdienst e. V., die Karnevalsgesellschaft „Blaue Funken“ sowie eine Maigesellschaft.

## Bildergalerie

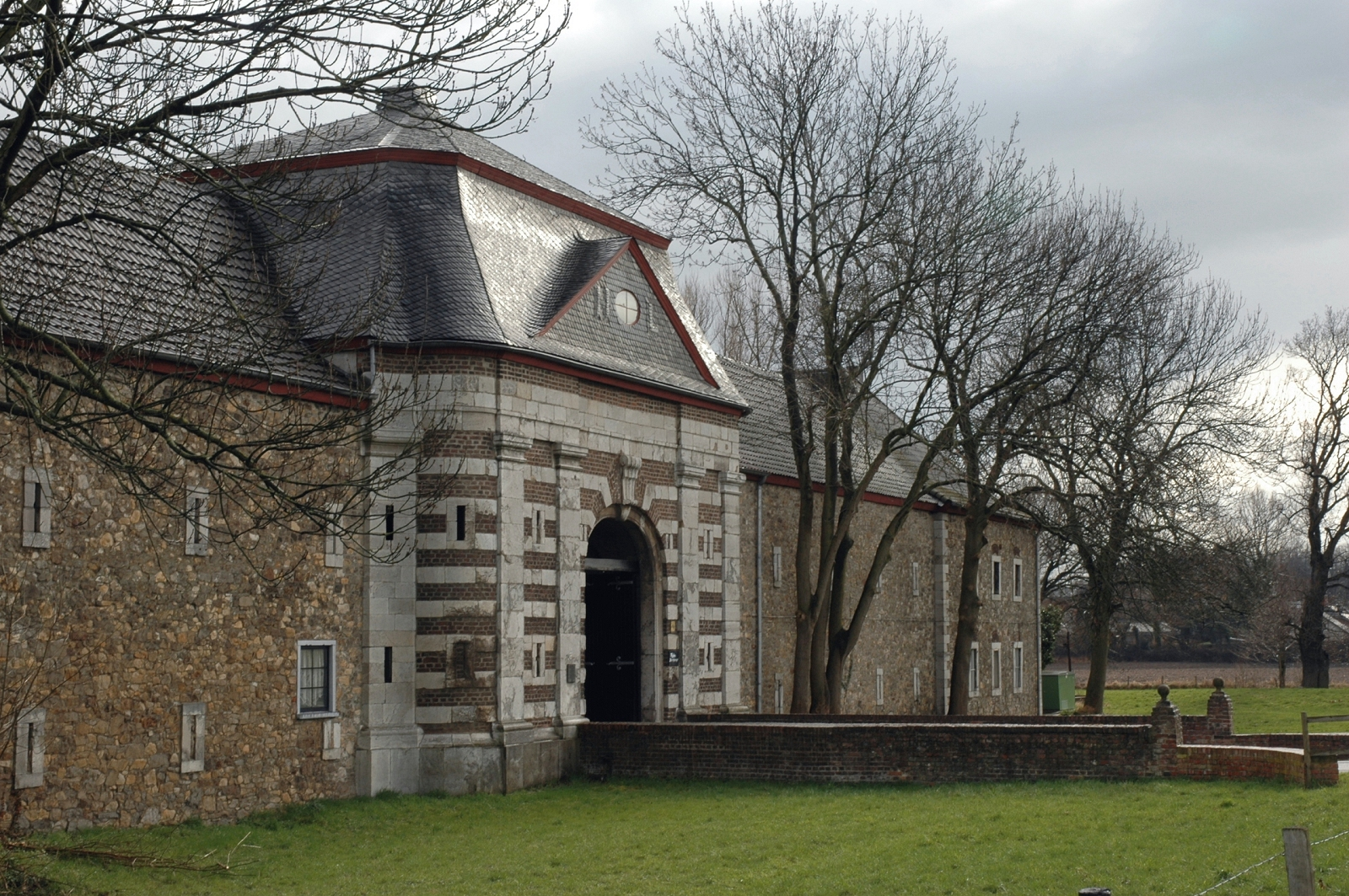
Haus Palant
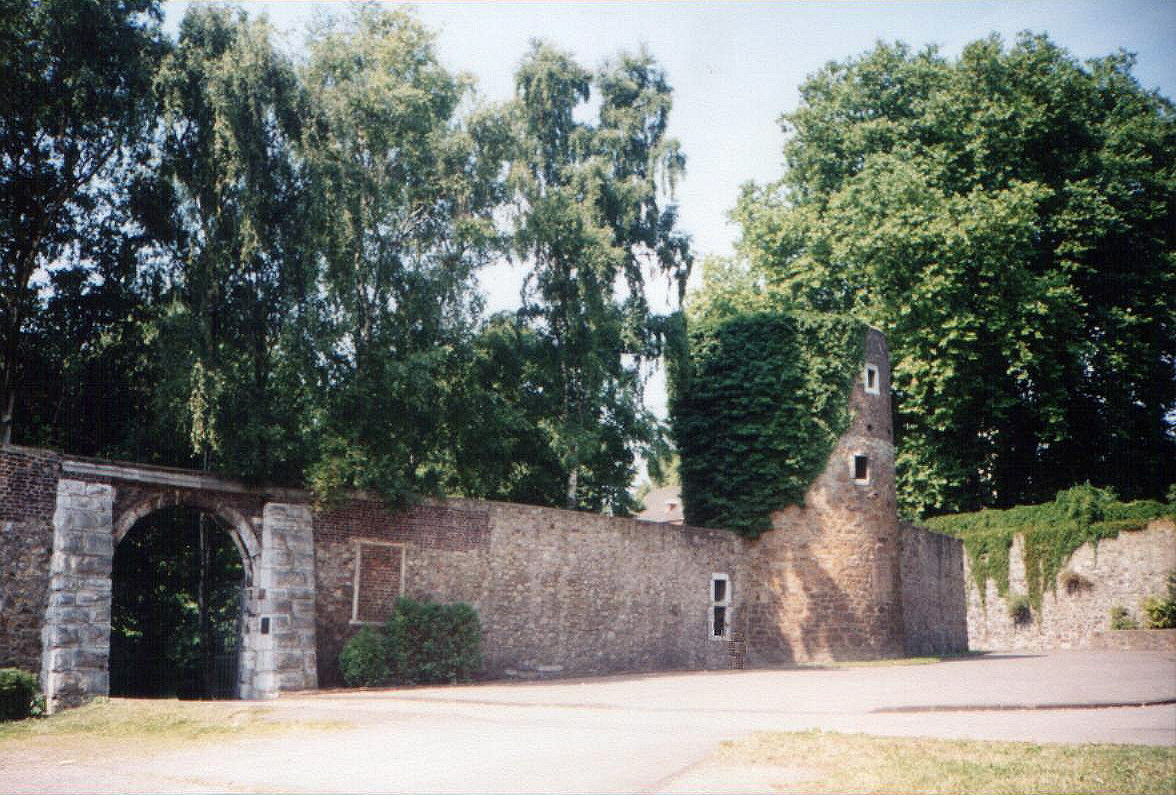
Burg Weisweiler
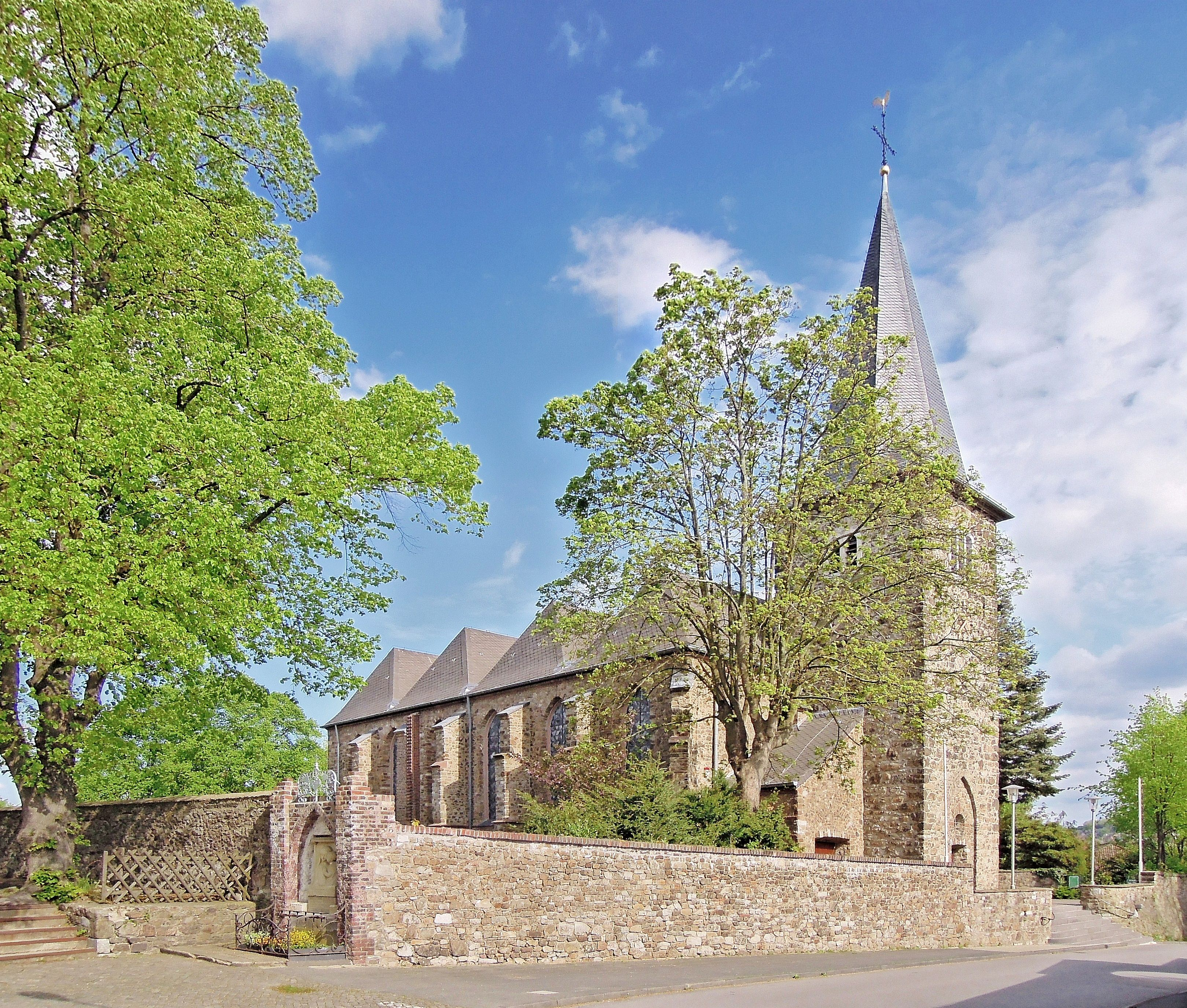
Katholische Kirche
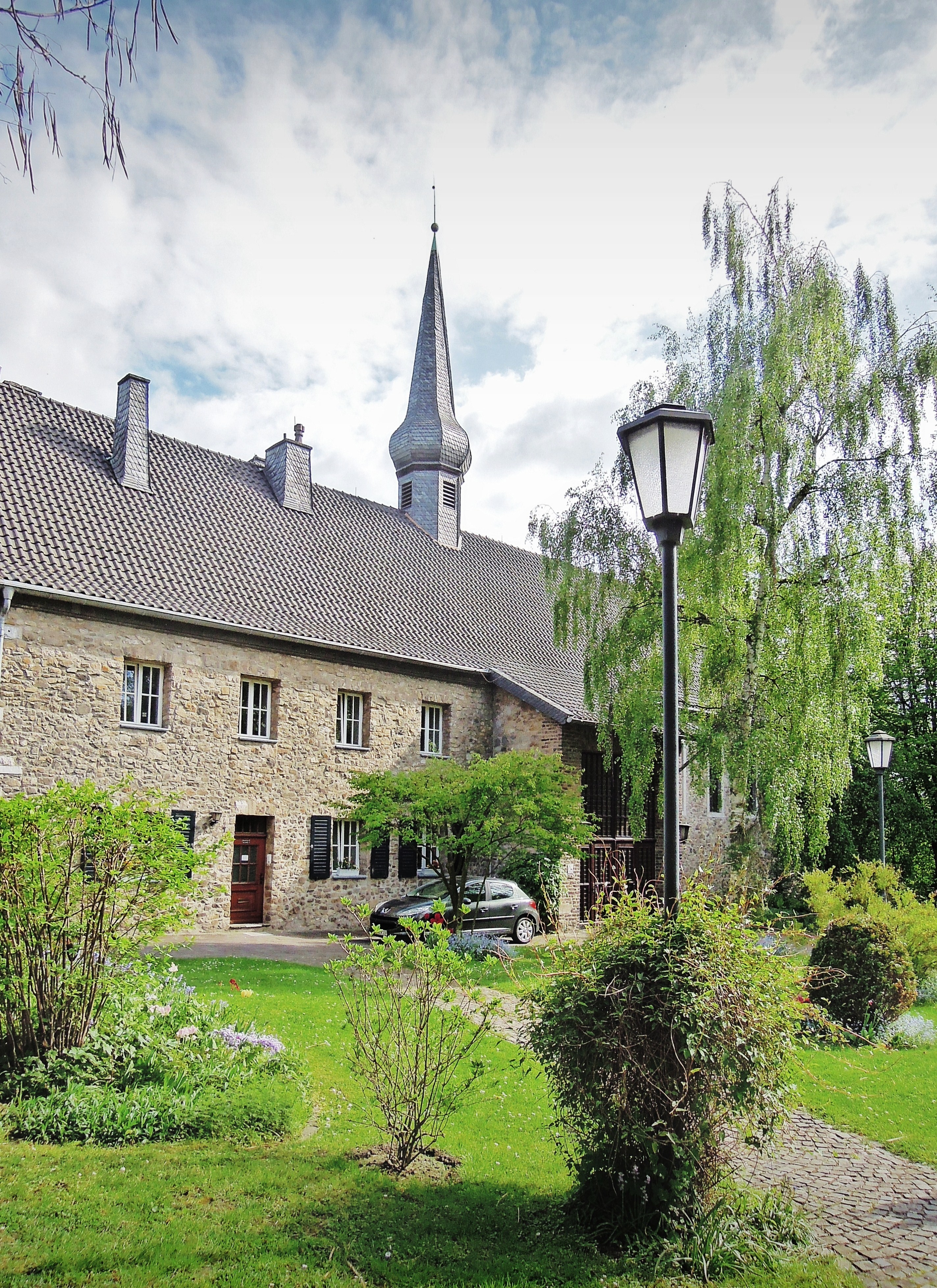
Evangelische Auferstehungs- kirche
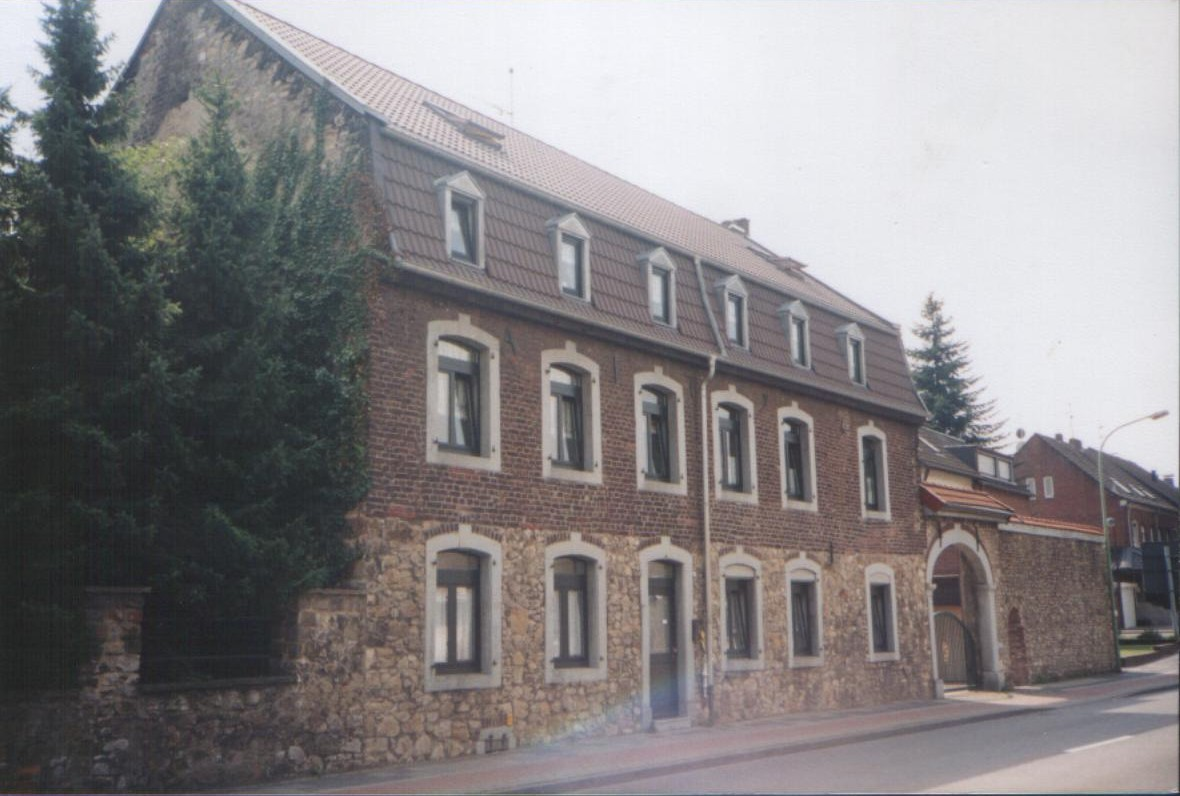
Blausteinhaus
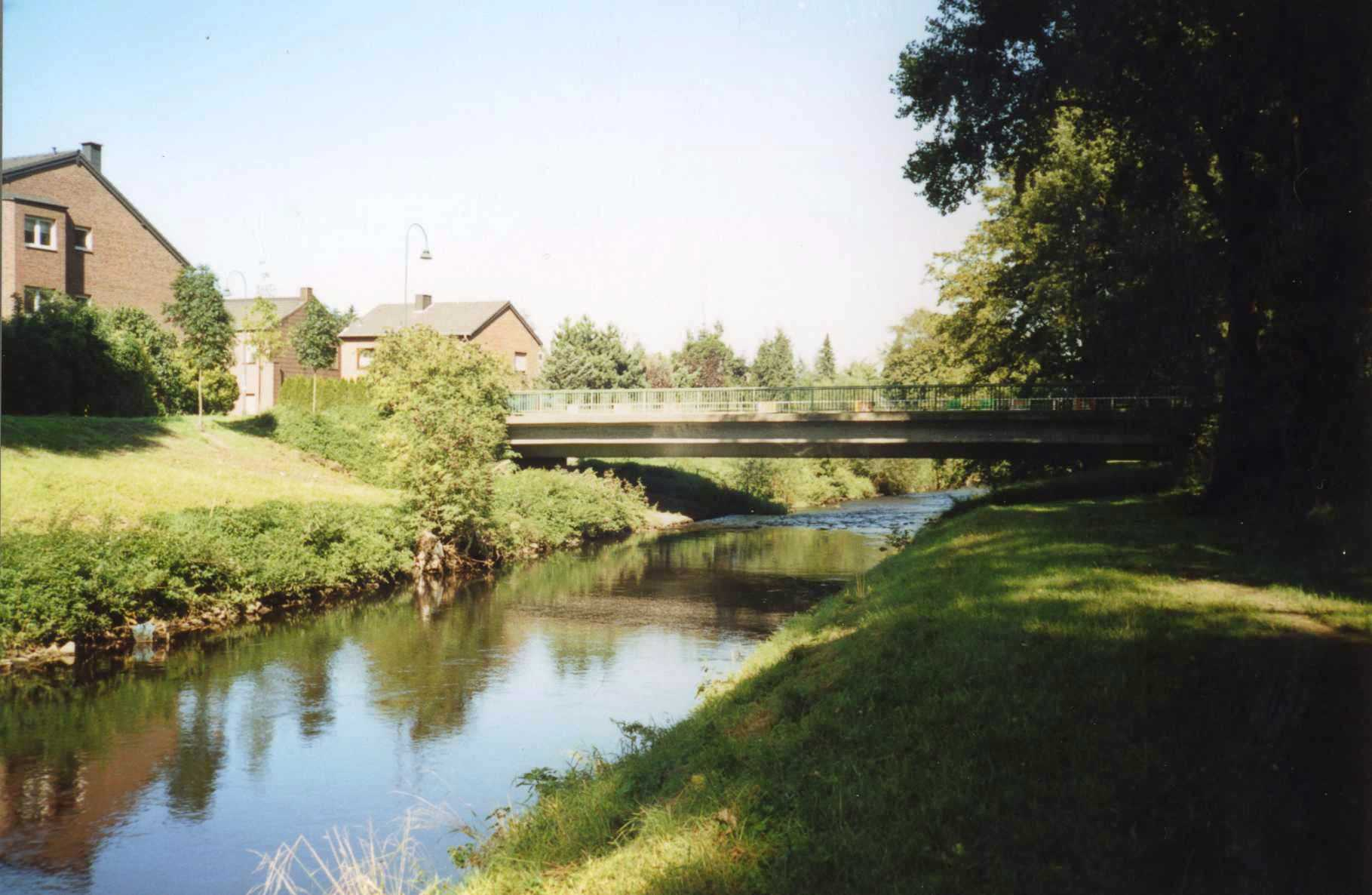
Inde am Ortsausgang
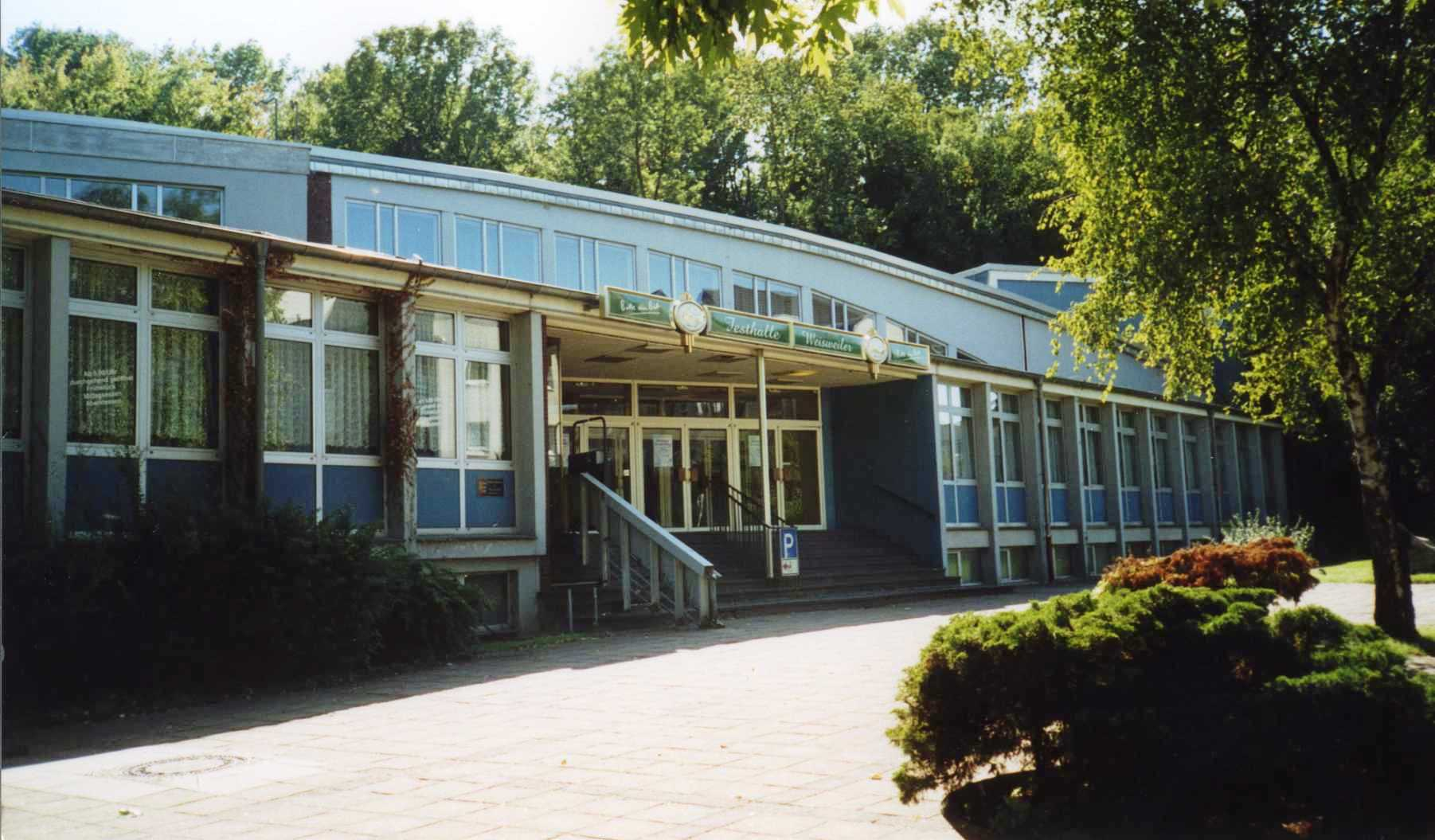
Festhalle Weisweiler
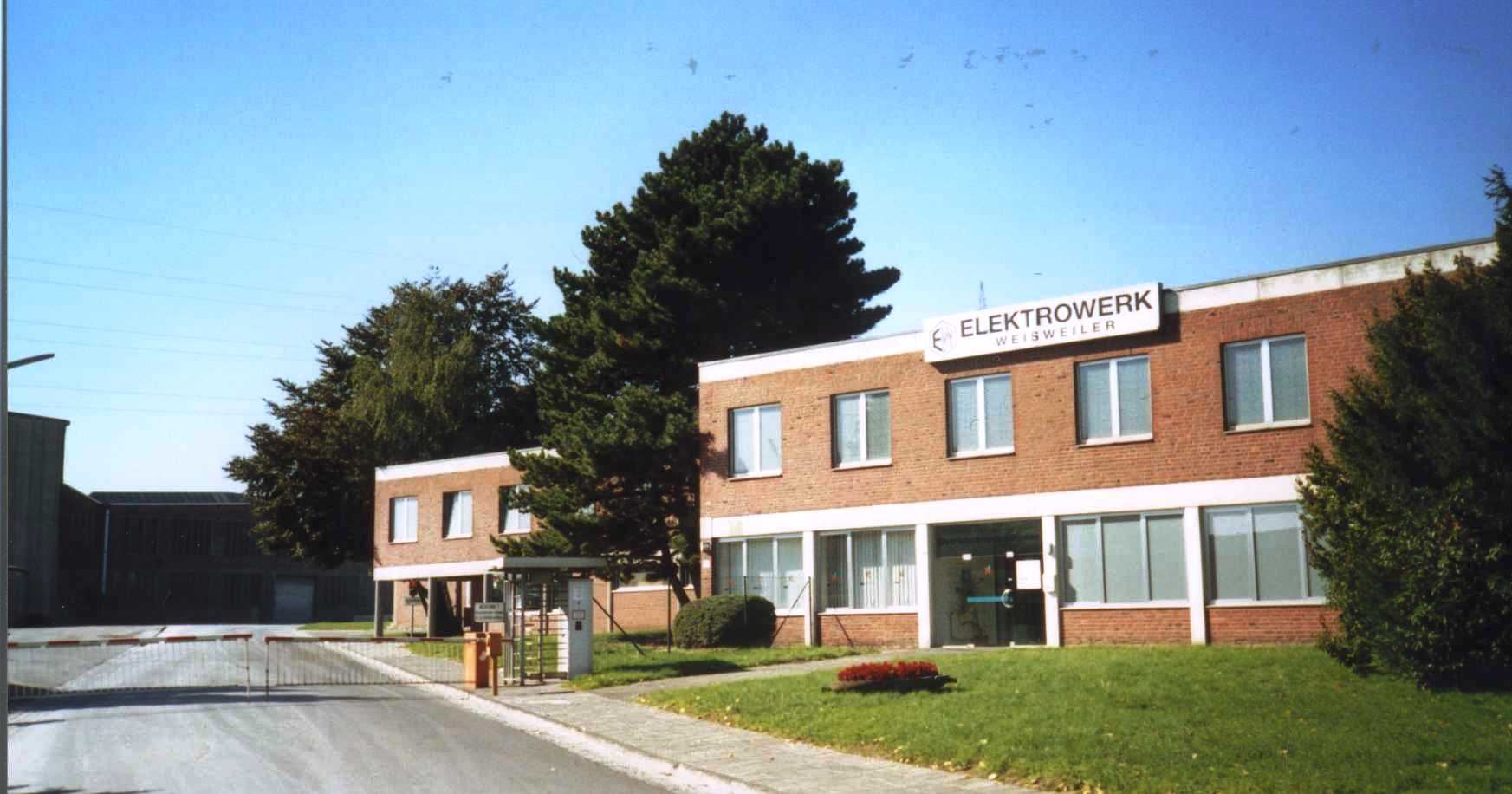
Elektrowerk

## Söhne und Töchter (Auswahl)
- Johann Ferdinand Jansen (1758–1834), Historienmaler und Heimatdichter